# Рами (телесериал)
«Рами» (англ. Ramy) — американский сериал в жанре комедии с элементами драмы. Премьера первого сезона состоялась 19 апреля 2019 года на Hulu.
1 мая 2019 года Hulu продлил сериал на второй сезон. Премьера второго сезона состоялась 29 мая 2020 года. В июле 2020 года сериал был продлён на третий сезон, премьера которого состоялась 30 сентября 2022 года.

## Сюжет
Рами Хассан — американец египетского происхождения, живущий в Нью-Джерси. Он и рад бы жить нормальной жизнью, но его разрывают противоречия двух культур. С одной стороны, он ведёт себя как типичный миллениал, а с другой — пытается придерживаться родной веры.

## В ролях

### Основной состав
- Рами Юссеф — Рами Хассан, протагонист сериала;
- Мохаммед Амер[англ.] — Мо, кузен Рами, владелец закусочной;
- Хиам Аббасс — Майса Хассан, мать Рами;
- Дейв Мерхеж[англ.] — Ахмед, друг Рами, доктор;
- Амр Вакед — Фарук Хассан, отец Рами;
- Мэй Каламави — Дина Хассан, сестра Рами, студентка;
- Лэйт Накли  —  Дядя Насим(сезоны 2—3; второстепенный состав в 1-м сезоне), дядя Рами и Дины, владелец ювелирного магазина.

### Второстепенный состав
- Стив Уэй[англ.] — Стив Руссо, давний друг и коллега Рами;
- Махершала Али — шейх Али Малик (сезон 2);
- МаамеЯа Боафо[англ.] — Зайнаб (сезоны 2—3);
- Розалин Элбей[англ.] — Амани, кузина Рами(сезоны 1—2);
- Шади Альфонс — Шади;
- Кейт Миллер — Вивиан;
- Майкл Чернус[англ.] — Майкл;
- Джейд Эшете — Фатима;
- Пурна Джаганнатан — Сальма (сезон 1);
- Молли Гордон — Сара (сезоны 1, 3);
- Джаред Абрахамсон[англ.] — Деннис (сезон 2);
- Рана Рой[англ.] — Ясмина (сезон 3, гостевая роль в сезонах 1—2);
- Джулиан Сержи — Юваль (сезон 3).

### Приглашённые актёры
- Дина Шихаби[англ.] — Нур (сезон 1);
- Джейк Лэси — Кайл (сезон 1);
- Анна Конкл[англ.] — Хлоя (сезон 1);
- Элиша Хениг[англ.] — юный Рами (сезон 1);
- Миа Халифа — Миа Халифа (сезон 1);
- Омар Метуолли[англ.] — Бин Халид (сезон 2);
- Бешой Механи — посетитель суфийского центра(сезон 2);
- Ранда Джаррар[англ.] — Хосна (сезон 2);
- Валид Зуэйтер[англ.] — Яссир (сезон 2);
- Мейби Берк — София(сезон 2);
- Белла Хадид — Лина(сезон 3);
- Джеймс Бэдж Дейл — шейх Аби Бакар Миллер (сезон 3);
- Сарита Чоудхури — Оливия (сезон 3);
- Кристофер Эбботт — Сильвак (сезон 3);
- Majid Jordan[англ.] — Halal Brothers (сезон 3);
- Роберт Херджавек[англ.] — Роберт Херджавек (сезон 3);
- Эми Ландекер — Кендра (сезон 3);

## Обзор сезонов
| Сезон | Сезон | Эпизоды | Дата показа      |
| ----- | ----- | ------- | ---------------- |
|       | 1     | 10      | 19 апреля 2019   |
|       | 2     | 10      | 29 мая 2020      |
|       | 3     | 10      | 30 сентября 2022 |

## Список эпизодов

### Сезон 1 (2019)
| № общий | № в сезоне | Название                    | Режиссёр         | Автор сценария                       | Дата премьеры  |
| ------- | ---------- | --------------------------- | ---------------- | ------------------------------------ | -------------- |
| 1       | 1          | «Between the Toes»          | Гарри Брэдбир    | Рами Юссеф & Эри Кэтчер & Райан Уэлч | 19 апреля 2019 |
| 2       | 2          | «Princess Diana»            | Кристофер Сторер | Лия Нанако Уинклер                   | 19 апреля 2019 |
| 3       | 3          | «A Black Spot on the Heart» | Кристофер Сторер | Минхал Баиг                          | 19 апреля 2019 |
| 4       | 4          | «Strawberries»              | Рами Юссеф       | Рами Юссеф                           | 19 апреля 2019 |
| 5       | 5          | «Do the Ramadan»            | Кристофер Сторер | Сахар Джахани                        | 19 апреля 2019 |
| 6       | 6          | «Refugees»                  | Шерин Дабис      | Бриджет Бедард                       | 19 апреля 2019 |
| 7       | 7          | «Ne Me Quitte Pas»          | Шерин Дабис      | Рами Юссеф                           | 19 апреля 2019 |
| 8       | 8          | «Saving Mikaela»            | Шерин Дабис      | Райан Уэлч                           | 19 апреля 2019 |
| 9       | 9          | «Dude, Where's My Country?» | Шерин Дабис      | Рами Юссеф                           | 19 апреля 2019 |
| 10      | 10         | «Cairo Cowboy»              | Джехен Нужейм    | Рами Юссеф                           | 19 апреля 2019 |

### Сезон 2 (2020)
| № общий | № в сезоне | Название                                | Режиссёр         | Автор сценария                 | Дата премьеры |
| ------- | ---------- | --------------------------------------- | ---------------- | ------------------------------ | ------------- |
| 11      | 1          | «Bay'ah»                                | Кристофер Сторер | Рами Юссеф & Амир Сулейман     | 29 мая 2020   |
| 12      | 2          | «Can You Hear Me Now?»                  | Кристофер Сторер | Рами Юссеф                     | 29 мая 2020   |
| 13      | 3          | «Little Omar»                           | Рами Юссеф       | Рами Юссеф & Коллин МакГиннесс | 29 мая 2020   |
| 14      | 4          | «Miakhalifa.mov»                        | Рами Юссеф       | Рами Юссеф & Адел Камал        | 29 мая 2020   |
| 15      | 5          | «3riana grande»                         | Шерин Дабис      | Рами Юссеф & Майта Алхассен    | 29 мая 2020   |
| 16      | 6          | «They»                                  | Шерин Дабис      | Рами Юссеф & Райан Велч        | 29 мая 2020   |
| 17      | 7          | «Atlantic City»                         | Рами Юссеф       | Рами Юссеф & Бьянка Пашич      | 29 мая 2020   |
| 18      | 8          | «Frank»                                 | Рами Юссеф       | Рами Юссеф & Азар Усман        | 29 мая 2020   |
| 19      | 9          | «Uncle Naseem»                          | Дезире Акхаван   | Рами Юссеф & Кейт Тулин        | 29 мая 2020   |
| 20      | 10         | «You Are Naked in Front of Your Sheikh» | Кристофер Сторер | Рами Юссеф & Роб Улин          | 29 мая 2020   |

### Сезон 3 (2022)
| № общий | № в сезоне | Название                         | Режиссёр      | Автор сценария              | Дата премьеры    |
| ------- | ---------- | -------------------------------- | ------------- | --------------------------- | ---------------- |
| 21      | 1          | «Harry Potter»                   | Рами Юссеф    | Рами Юссеф                  | 30 сентября 2022 |
| 22      | 2          | «Egyptian Cigarettes»            | Аннамари Ясир | Рами Юссеф & Майта Алхассен | 30 сентября 2022 |
| 23      | 3          | «Limoges»                        | Рами Юссеф    | Рами Юссеф & Бьянка Пашич   | 30 сентября 2022 |
| 24      | 4          | «That's What She Said»           | Рами Юссеф    | Рами Юссеф & Кейт Тулин     | 30 сентября 2022 |
| 25      | 5          | «Bad Momma»                      | Эри Кэтчер    | Рами Юссеф & Фарида Захран  | 30 сентября 2022 |
| 26      | 6          | «American Life Coach»            | Рами Юссеф    | Рами Юссеф & Моника Ханна   | 30 сентября 2022 |
| 27      | 7          | «Second Opinion Doctor»          | Хиам Аббасс   | Рами Юссеф & Амир Сулейман  | 30 сентября 2022 |
| 28      | 8          | «Merchants in Medina»            | Рами Юссеф    | Рами Юссеф & Адел Камал     | 30 сентября 2022 |
| 29      | 9          | «A Blanket on the Television»    | Рами Юссеф    | Рами Юссеф & Азам Махмуд    | 30 сентября 2022 |
| 30      | 10         | «We Gave It All Up for Hot Dogs» | Рами Юссеф    | Рами Юссеф & Азар Усман     | 30 сентября 2022 |

## Производство

### Разработка
4 октября 2017 года было объявлено, что Hulu заказал пилот сериала. Сериал был создан Рами Юсефом, Ари Кэтчером и Райаном Уэлчем. В число исполнительных продюсеров входят Кэтчер, Уэлч и Джеррод Кармайкл. В число продюсерских компаний, участвующих в создании сериала, входит A24.
18 апреля 2018 года было объявлено, что Hulu заказал производство первого сезона. 11 февраля 2019 года было объявлено, что премьера сериала состоится 19 апреля 2019 года. 1 мая 2019 года стало известно, что Hulu продлил сериал на второй сезон, премьера которого состоялась 29 мая 2020 года. 9 июля 2020 года Hulu продлил сериал на третий сезон, премьера которого состоялась 30 сентября 2022 года.

### Кастинг
Вместе с объявлением заказа на сериал было подтверждено, что Рами Юсеф исполнит в нем главную роль. 19 октября 2018 года было объявлено, что Мэй Каламави получила постоянную роль в сериале. В июле 2019 года было объявлено, что Махершала Али принял участие во втором сезоне в качестве приглашенного актера. В ноябре 2019 года было объявлено, что Лэйт Накли перешел в основной актерский состав сериала.
31 марта 2022 года было объявлено, что Белла Хадид приняла гостевое участие в третьем сезоне. Эта роль стала ее актерским дебютом.

## Отзывы критиков
По данным агрегатора рецензий Rotten Tomatoes, первый сезон имеет рейтинг одобрения 98% на основе 42 обзоров со средней оценкой 8,1 из 10. На Metacritic он имеет средневзвешенную оценку 87 из 100 по мнению 18 критиков, что означает «всеобщее признание».
Второй сезон имеет рейтинг одобрения 94% на Rotten Tomatoes на основе 43 обзоров со средней оценкой 8,1 из 10. На Metacritic он имеет средневзвешенную оценку 82 из 100 по мнению 12 критиков, что означает «всеобщее признание».
Третий сезон имеет рейтинг одобрения 90% на Rotten Tomatoes на основе 10 обзоров со средней оценкой 7,5 из 10. На Metacritic он имеет средневзвешенную оценку 81 из 100 по мнению 6 критиков, что означает «всеобщее признание».